# Haemaphysalis wellingtoni
Haemaphysalis wellingtoni este o specie de căpușe din genul Haemaphysalis, familia Ixodidae, descrisă de Thomas Nuttall și Warburton în anul 1908. Conform Catalogue of Life specia Haemaphysalis wellingtoni nu are subspecii cunoscute.